# Can You Forgive Her
Can You Forgive Her? var 1.-singlen optaget til albummet Very fra 1993 af Pet Shop Boys.
Den gik direkte ind som nr. 1 på den amerikanske "hot dance billboard chart". Den opnåede en 7. plads på den engelske singleliste.
| Musik | Spire Denne musikartikel er en spire som bør udbygges. Du er velkommen til at hjælpe Wikipedia ved at udvide den. |